# Medal Bene Merentibus

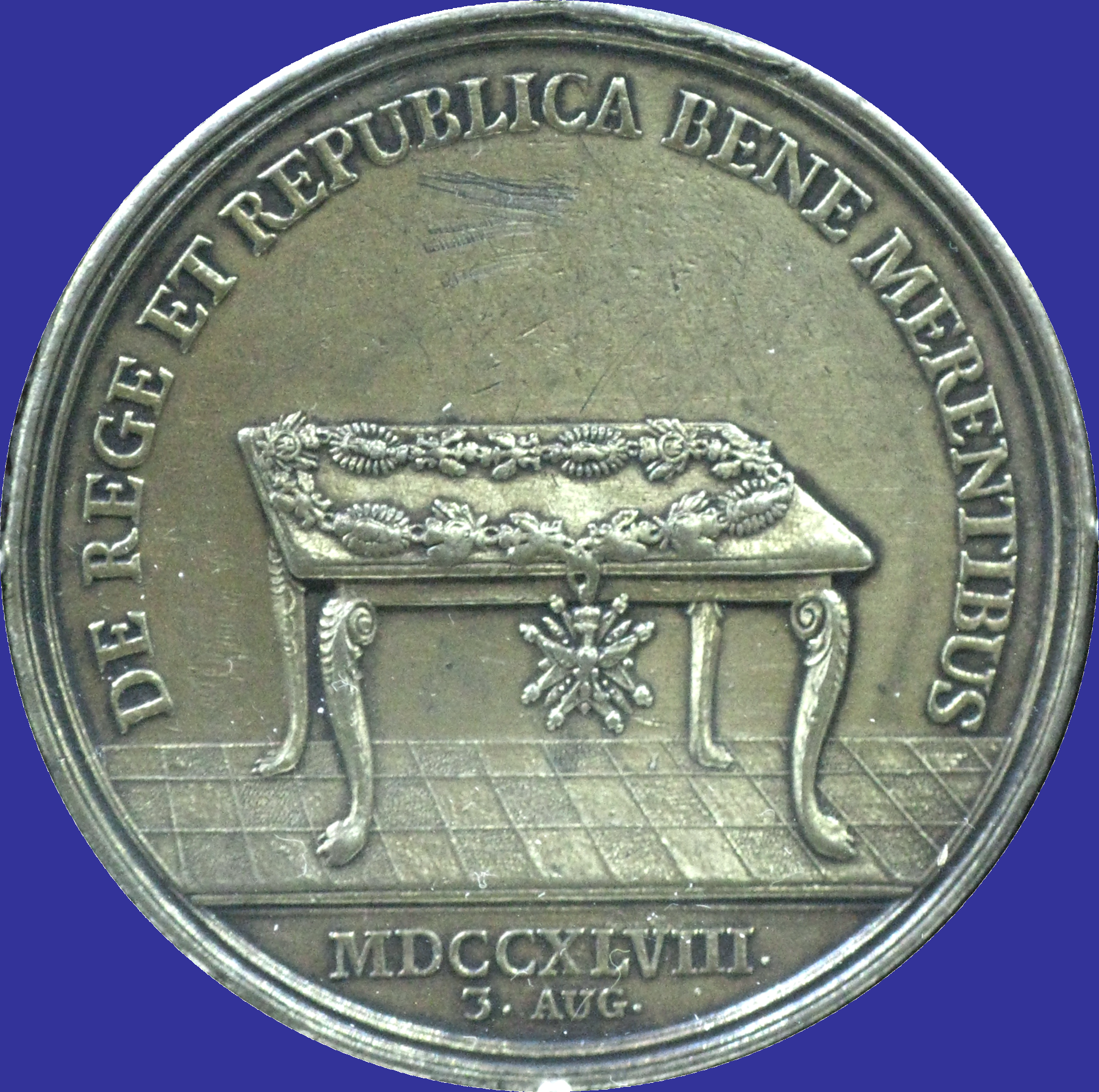
Rewers medalu

Medal „Bene Merentibus” (łac. Dobrze Zasłużonym) – medal ustanowiony w 1738 roku przez króla Augusta III Sasa. Obok Orderu Orła Białego (przyznawanego jedynie wyższym warstwom społecznym), było to drugie odznaczenie Rzeczypospolitej Obojga Narodów, nadawane za zasługi przedstawicielom niższych warstw społecznych. Dekoracji medalem dokonywano w dniu imienin króla czyli 3 sierpnia.

## Opis odznaki
Medal bity był w srebrze i miał średnicę 52 mm. Na awersie widniało popiersie króla, a w otoku był napis w języku łaciński AUGUSTUS III D.G. REX POLONIARUM (August III z łaski Bożej król Polaków). Na rewersie w środku znajdował się stół z łańcuchem Orderu Orła Białego, a w otoku był napis w jęz. łaciński DE REGE ET REPUBLICA BENE MERENTIBUS (Dobrze zasłużonym dla króla i Rzeczypospolitej). Poniżej znajdowała się data nadania np. MDCCXLVIII/3 Aug. (medale były bite każdego roku z tą samą datą dzienną i datą roku bieżącego). Autorem medalu był Chrystian Sigismund Vermuth, medalier pracujący na dworze Augusta III.